# Scarlet Pleasure
Scarlet Pleasure är ett danskt popband från Köpenhamn. Trion som består av sångaren Emil Goll, Alexander Malone på elbas och Joachim Denker på trummor träffades när de gick på högstadiet i köpenhamnsförorten Gentofte och tillbringade ett halvt år i New York efter gymnasiet. År 2014 debuterade de med singeln Mirage. Bandet har uppträtt på festivaler i Danmark och Europa och deras musik har spelats mer än 200 miljoner gånger på Spotify. Deras två första album har belönats med platinaskivor.
En remix av låten What A Life är ledtema i Thomas Vinterbergs film En runda till.

## Diskografi[4]
Album
- 2016 – Youth is Wasted on the Young
- 2018 – Limbo/Lagune
- 2020 – Garden

EP/singlar
- 2014: Mirage, The Strip, Windy
- 2015: Heat, Wanna Know
- 2016: Casual, Fade In
- 2017: Good Together, Deja Vu, Unreliable, Limbo
- 2018: Superpower, Let Go
- 2019: What A Life, 24/7
- 2020: Better, SOS